# Cimitero Riverside
Il Cimitero Riverside di Rochester, Contea di Monroe, New York, Stati Uniti, è stato realizzato nel 1892 per servire la popolazione in crescita nella parte settentrionale della città. Situato su 123 acri (498.000 m²) (0,2 miglia quadrate) di terreno tra Lake Avenue e il fiume Genesee, il cimitero è il luogo di riposo permanente di oltre 250.000 persone. Dal 1942 il cimitero è di proprietà e gestito dalla Città di Rochester.

## Tombe famose
- Giuseppe Aiello, leader del crimine organizzato
- William Joseph Beldue, inventore del piegaciglia.
- Virgil Warden Finlay, famoso illustratore di fantascienza e fantasy durante l'Era Pulp
- Kate Gleason, ingegnere e donna d'affari
- Martha Matilda Harper, donna d'affari, inventrice
- Harold C. Mitchell, avvocato e deputato dello Stato di New York.
- Lee Morse, musicista e cantante jazz dell'Oregon.[3]
- Allen J. Oliver, Senatore dello Stato di New York[4]
- George F. Rogers, Senatore dello Stato di New York[4]
- Blanche Scott, aviatrice
- Robert Wilcox, attore

La Sezione O di Riverside è il luogo di riposo dei veterani dell'esercito americani della Guerra civile americana e della prima guerra mondiale.